# Południowoamerykańska Formuła 3
| Południowoamerykańska Formuła 3 | Południowoamerykańska Formuła 3 |
| ------------------------------- | ------------------------------- |
| Kategoria                       | Wyścigi samochodowe             |
| Region                          | Ameryka Południowa              |
| Pierwszy sezon                  | 1987                            |
| Ostatni sezon                   | 2013                            |
| Nadwozia                        | Dallara                         |
| Silnik                          | Berta                           |
| Opony                           | Pirelli                         |
| Mistrz kierowców                | Felipe Guimarães                |
| Mistrz zespołów                 | Hitech Racing                   |

Południowoamerykańska Formuła 3 – seria wyścigowa samochodów jednomiejscowych organizowana w Ameryce Południowej pod szyldem wyścigów Fédération Internationale de l’Automobile Formuły 3. Została założona w 1987 roku. Wyścigi odbywały się na torach w Brazylii, Argentynie i Urugwaju. Najbardziej utytułowanymi mistrzami serii byli kierowcy Formuły 1 Nelson Ângelo Piquet, Ricardo Zonta i Christian Fittipaldi. W 2013 roku ogłoszono rozwiązanie serii, która została zastąpiona przez wznowione mistrzostwa Brazylijskiej Formuły 3.

## Mistrzowie
| Sezon | Mistrz                | Zespół                 | Silnik                    | Klasa Light            |
| ----- | --------------------- | ---------------------- | ------------------------- | ---------------------- |
| 1987  | Leonel Friedrich      | INI Competición        | Berta-Volkswagen          |                        |
| 1988  | Juan Carlos Giacchino | Sommi – Zanón          | Dallara-Alfa Romeo        |                        |
| 1989  | Gabriel Furlán        | Sommi – Zanón          | Dallara-Alfa Romeo        |                        |
| 1990  | Christian Fittipaldi  | Fittipaldi Competicion | Reynard-Alfa Romeo        |                        |
| 1991  | Affonso Giaffone      | INI Competición        | Ralt-Alfa Romeo           |                        |
| 1992  | Marcos Gueiros        | Cesário Fórmula        | Ralt-Mugen-Honda          | Suzane Carvalho        |
| 1993  | Fernando Croceri      | Cesário Fórmula        | Ralt-Mugen-Honda          | Milton Sperafico       |
| 1994  | Gabriel Furlán        | GF Motorsport          | Dallara-Fiat              |                        |
| 1995  | Ricardo Zonta         | Cesário Fórmula        | Dallara-Mugen-Honda       | Emiliano Spataro       |
| 1996  | Gabriel Furlán        | GF Motorsport          | Dallara-Fiat              | Anibal Zaniratto       |
| 1997  | Bruno Junqueira       | Prop Car               | Dallara-Opel              | Diego Chiozzi          |
| 1998  | Gabriel Furlán        | GF Motorsport          | Dallara-Mitsubishi        | Ramón Ibarra           |
| 1999  | Hoover Orsi           | Césario Fórmula        | Dallara-Mugen-Honda       | João Paulo de Oliveira |
| 2000  | Vítor Meira           | Amir Nasr Racing       | Dallara-Mugen-Honda       | Martín Cánepa          |
| 2001  | Juliano Moro          | Amir Nasr Racing       | Dallara-Mugen-Honda       | Daniel Scandian        |
| 2002  | Nelson Ângelo Piquet  | Piquet Sports          | Dallara-Mugen-Honda       | Eduardo Azevedo        |
| 2003  | Danilo Dirani         | Cesário F3             | Dallara-Mugen-Honda       | Rodrigo Ribeiro        |
| 2004  | Alexandre Negrão      | Piquet Sports          | Dallara-Mugen-Honda/Berta | Marcos Guerra          |
| 2005  | Alberto Valerio       | Cesário F3             | Dallara-Berta             | Paulo José Meyer       |
| 2006  | Luiz Razia            | Razia Sports           | Dallara-Berta             | Caio Costa             |
| 2007  | Clemente de Faria Jr. | Cesário F3             | Dallara-Berta             |                        |
| 2008  | Nelson Merlo          | Bassani Racing         | Dallara-Berta             |                        |
| 2009  | Leonardo Cordeiro     | Cesário Fórmula        | Dallara-Berta             | Henrique Martins       |
| 2010  | Bruno Andrade         | Cesário Fórmula        | Dallara-Berta             | Fernando Resende       |
| 2011  | Fabiano Machado       | Cesário Fórmula        | Dallara-Berta             | Bruno Bonifacio        |
| 2012  | Fernando Resende      | Cesário Fórmula        | Dallara-Berta             | Higor Hoffman          |
| 2013  | Felipe Guimarães      | Hitech Racing          | Dallara-Berta             | Bruno Etman            |